# Peqoudei
Peqoudei, Pekoudei, Pequoudè, Pekoudè, Pqoudei ou Pkoudei (פקודי – Hébreu pour “inventaires”, le second mot et premier distinctif de la parasha) est la vingt-troisième parasha (section hebdomadaire) du cycle annuel juif de lecture de la Torah, la onzième et dernière parasha du Sefer Shemot (Livre de l'Exode).
Elle est constituée d'Ex 38,21–40:38.. Les Juifs de la Diaspora la lisent le 22e ou 23e Sabbath suivant Sim'hat Torah, généralement en mars.
Le calendrier juif étant lunisolaire, le nombre de semaines dans une année varie, selon que l'année soit 'pleine' ou 'défective'. Dans le premier cas, où l'année compte 54 semaines (par exemple, 2008, 2011, et 2014), la parashat Peqoudei est lue séparément. Dans le second cas, l'année compte moins de 54 semaines (par exemple, 2007, 2009, 2010, 2012, 2013, et 2015), et la lecture hebdomadaire combine Peqoudei avec la parasha précédente, Vayaqhel, afin d'ajuster le cycle annuel de lecture au calendrier.

## Résumé
Le texte dresse l’inventaire des matières premières employées pour la construction du Tabernacle, puis décrit la confection des habits sacerdotaux, l’érection du sanctuaire et la consécration des cohanim. Le livre de l’Exode s’achève sur la manifestation de la gloire divine dans le sanctuaire achevé.

### Divisions de la parasha lors de la lecture complète
La lecture de la parasha à la synagogue le sabbath est traditionnellement divisée en sept sections, pour lesquelles un membre différent de la congrégation est appelé à lire. La première lecture, le rishon, échoit traditionnellement à un cohen, la seconde, appelée sheni, à un levi, les suivantes à un israël (ni cohen ni levi). La septième section comporte une sous-section, le maftir, qui est lu par la personne qui lira ensuite la haftara.
Les sections de la parashat Peqoudei sont:
- rishon:
- sheni:
- shlishi:
- revi'i:
- shishi:
- shevi'i:
  - maftir:

### Divisions de la parasha lors de la lecture abrégée
Une lecture publique de la parasha fut instaurée par Ezra le Scribe le lundi et le jeudi à la synagogue. Cette lecture, sensiblement plus courte, ne comprend que trois sections, la première réservée au cohen, la seconde au levi, la troisième à un israël
- Section du cohen: Shemot[3]
- Section du levi: Shemot[3]
- Section de l'israël: Shemot[3]

### Maqam
Un maqam est un système de modes musicaux utilisé dans la musique arabe mélodique classique. Les juifs originaires des pays orientaux (Afrique du Nord, Syrie) s'en sont inspirés, et adaptent la mélodie de la liturgie du Shabbat en fonction du contenu de la parasha de cette semaine. Ils emploient 10 maqam différents, possédant chacun son usage propre.
Le maqam utilisé lors du sabbath au cours duquel on lit la parashat Peqoudei est le Maqam Nawah, célébrant la fin du Sefer Shemot. Lorsque la lecture de Peqoudei est combinée avec celle de Vayaqhel, on utilise le Maqam Hoseni, qu glorifie la beauté du Tabernacle.

## Commandements
La Torah comporte, selon la tradition rabbinique, 613 prescriptions. Différents sages ont tenté d'en établir un relevé dans le texte biblique.
Selon deux de ces computs les plus célèbres, le Sefer Hamitzvot de Moïse Maïmonide et le Sefer HaHinoukh, la parashat Vèzot HaBerakha ne comporte aucun commandement.

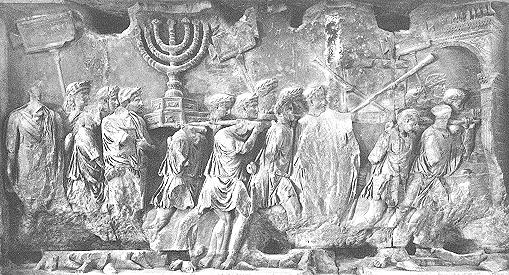
Les Romains emportent la menorah du Temple de Jérusalem qu'ils ont détruit et mis à sac (sculpture de l'Arc de Titus)

## Haftara
La haftara est une portion des livres des Neviim ("Les Prophètes") qui est lue publiquement à la synagogue après la lecture de la Torah. Elle présente généralement un lien thématique avec la parasha qui l'a précédée.
La haftara pour la parashat Peqoudei est:
- pour les juifs ashkénazes: 1 Rois 7:51–8:21
- pour les juifs sépharades: 1 Rois 7:40–50

### À Chabbat Rosh Hodesh
Lorsque la parashat Peqoudei coïncide avec le Chabbat Rosh Hodesh (le sabbath qui coïncide avec la néoménie, comme c'est le cas en 2008), on lit la haftara dans Isaïe 66:1–24.

### À Chabbat Chekalim
Lorsque la parasha coïncide avec le Chabbat Chekalim (comme c'est le cas en 2011 et 2014), on lit la haftara dans 2 Rois 12:1–17.

### Haftarat Vayaqhel–Peqoudei
Lorsque la lecture de la parashat Peqoudei est combinée avec celle de la précédente, Vayaqhel, la haftara est:

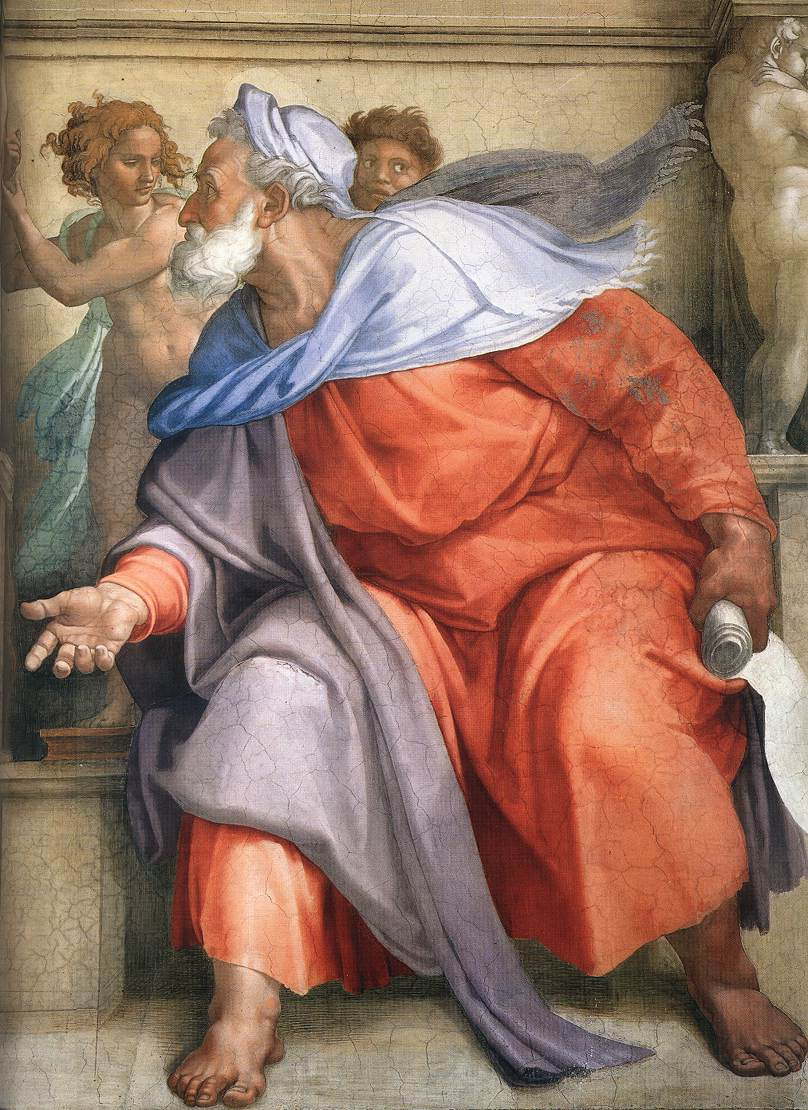
Ezéchiel (fresque de Michelangelo)

- pour les ashkénazes:  7,51–8:21
- pour les sépharades:  7,40–50Ezéchiel (fresque de Michelangelo)

#### Chabbat Ha'Hodesh
Lorsque la parashat Peqoudei coïncide avec le Chabbat Ha'Hodesh (« Sabbath du mois », le sabbath spécial précédant le mois hébraïque de Nissan — ce qui se produit en 2007, 2009, 2010, et 2013), la haftara est:
- pour les juifs ashkénazes: Ezéchiel 45:16–46:18
- pour les juifs sépharades:  45,18–46:15

Ces hafatarot ne sont pas en rapport direct avec la parashat Vayaqhel, mais avec une parasha ajoutée à Shabbat Ha'hodesh,  12,1–20, dans laquelle Dieu prescrit « ce mois » comme le début des mois (Ex 12,2), et les ordonnances de la Pâque (Ex 12,3–20.)
La haftara de Shabbat HaHodesh,  45,21–25 traite de la Pâque. Dans la lecture de la parasha comme dans celle de la haftara, Dieu prescrit aux Israélites de mettre du sang sur leurs linteaux de porte (Ex 12,7;  45,19.)

#### À Chabbat Parah
Lorsque la parashat Peqoudei coïncide avec le Chabbat Parah (le sabbath qui précède la Pâque — comme c'est le cas en 2012 et 2015), la haftara est:
- pour les juifs ashkénazes:  36,16–38
- pour les juifs sépharades:  36,16–36

Comme la parashat Parah (Nombres 19:1–22), qui décrit les rites de purification utilisant la génisse rousse (parah adouma), la haftara d'Ezéchiel 36 décrit une procédure de purification nécessitant, dans les deux cas, l'aspersion d'eau sur les enfants d'Israël.